# Hechos 12

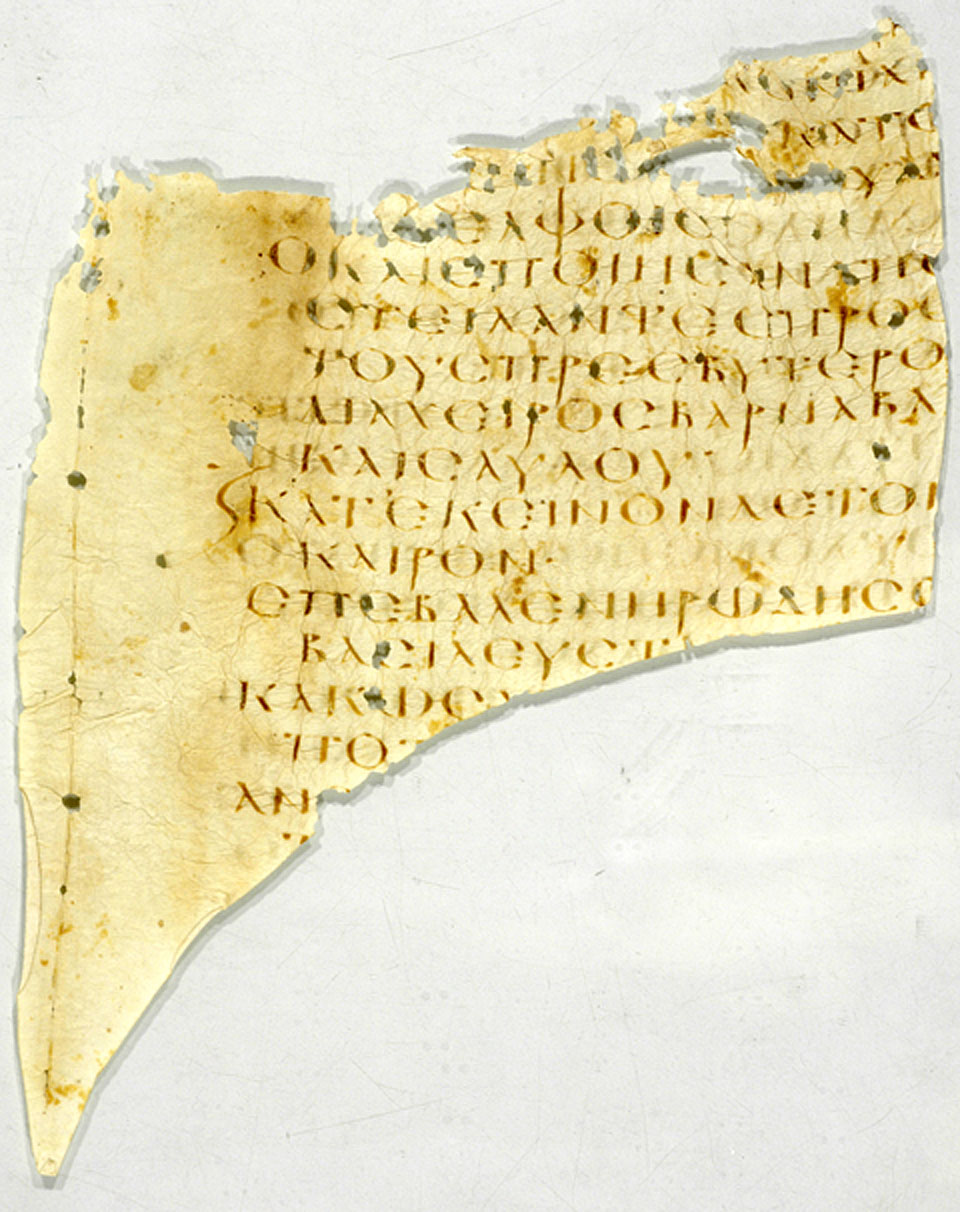
Hechos 11:29-12:2 en el lado recto del Uncial 0244 (Gregorio-Alandés) del siglo V.

Hechos 12 es el capítulo duodécimo de los Hechos de los Apóstoles del Nuevo Testamento de la Biblia cristiana. En él se relata la muerte del primer apóstol, Santiago el Mayor, seguida de la fuga milagrosa de Pedro de la cárcel, la muerte de Herodes Agripa I, y los inicios del ministerio de Bernabé y Pablo de Tarso. El autor del libro que contiene este capítulo es anónimo, pero la tradición cristiana primitiva afirmaba uniformemente que Lucas compuso este libro, así como el Evangelio de Lucas.

## Texto
.

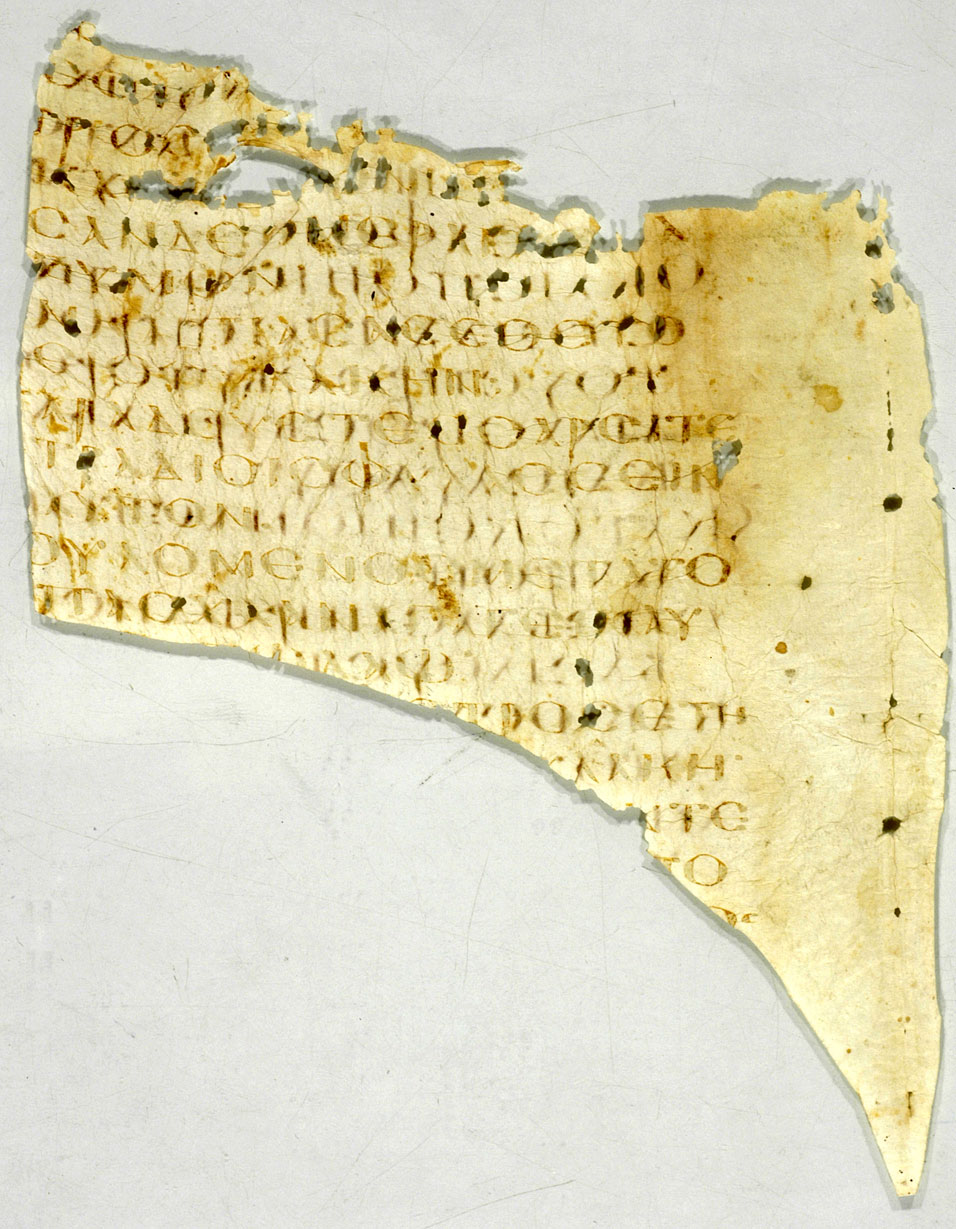
Hechos 12:3-5 en el anverso del Uncial 0244 (Gregorio-Aland) del siglo V

El texto original estaba escrito en Griego koiné. Este capítulo se divide en 25 Versículos.

### Testigos textuales
Algunos manuscritos bíblicos tempranos que contienen el texto de este capítulo son:
- Codex Vaticanus (325-350 d. C.)
- Codex Sinaiticus (330-360)
- Codex Bezae (~400)
- Papiro 127 (siglo V; existen los Versículos 1-3, 5, 7-9).[2]
- Códice Alejandrino (400-440)
- Codex Laudianus (~550)

## Localizaciones
- Caesarea
- Jerusalén
- Judea
- Sidón
- Tiro

## Herodes persigue a los apóstoles (12:1-5)
Algún tiempo después de los acontecimientos del capítulo anterior, los apóstoles en Jerusalén son acosados por una nueva persecución (12:1) por parte de un «Herodes», no Herodes Antipas, que estuvo implicado en el juicio de Jesús (Lucas 23: 6-12; Hechos 4:27) sino Agripa I, un nieto de Herodes el Grande, resultando en el asesinato de Santiago el hijo de Zebedeo y el encarcelamiento de Simón Pedro. 

### Versículo 1
Fue por aquel tiempo que el rey Herodes prendió a algunos que pertenecían a la iglesia, con intención de perseguirlos.'
Heinrich Meyer sugiere que estos acontecimientos tuvieron lugar en 44 d C, el año de la muerte de Herodes Agripa, al mismo tiempo que los profetas de Jerusalén viajaron a Antioquía y regresaron con ayuda para la iglesia de Judea. J. Rawson Lumby, en la Cambridge Bible for Schools and Colleges sugiere «en algún momento cerca de 43d.C.», y la Biblia de Jerusalén los asigna a «entre los años 41 y 44». John Stott sostiene que Lucas fue «deliberadamente vago» en lo que respecta a la cronología.

## Pedro liberado de la cárcel (12:6-11)
Esta parte del capítulo cuenta que, después de que Pedro fuera encarcelado por Rey Herodes, la noche anterior a su juicio se le apareció un ángel y le dijo que saliera. A Pedro se le cayeron las cadenas y siguió al ángel fuera de la cárcel, pensando que era una visión (Versículo 9). Las puertas de la prisión se abrieron solas y el ángel condujo a Pedro a la ciudad.

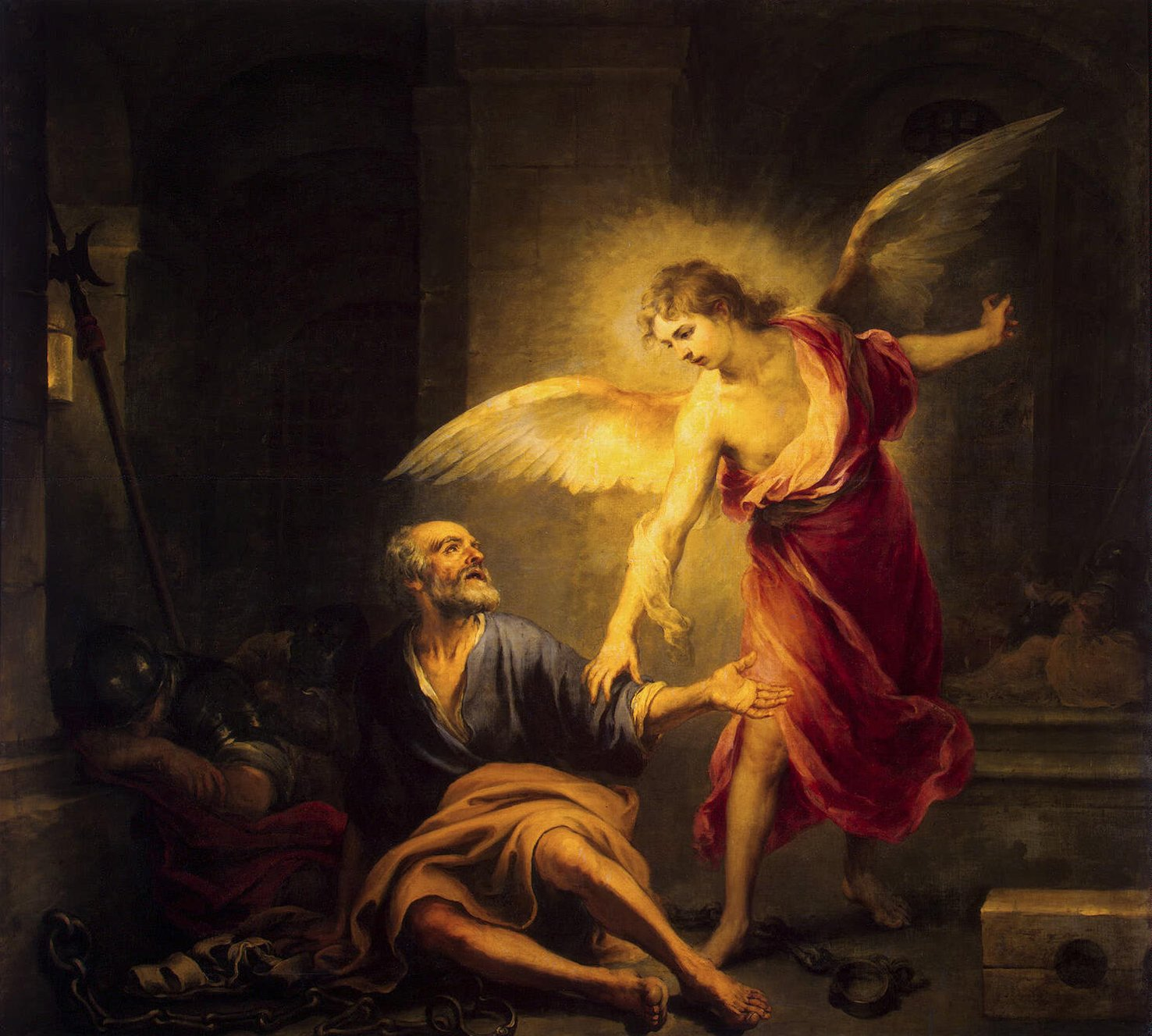
Bartolomé Esteban Murillo, Liberación de San Pedro
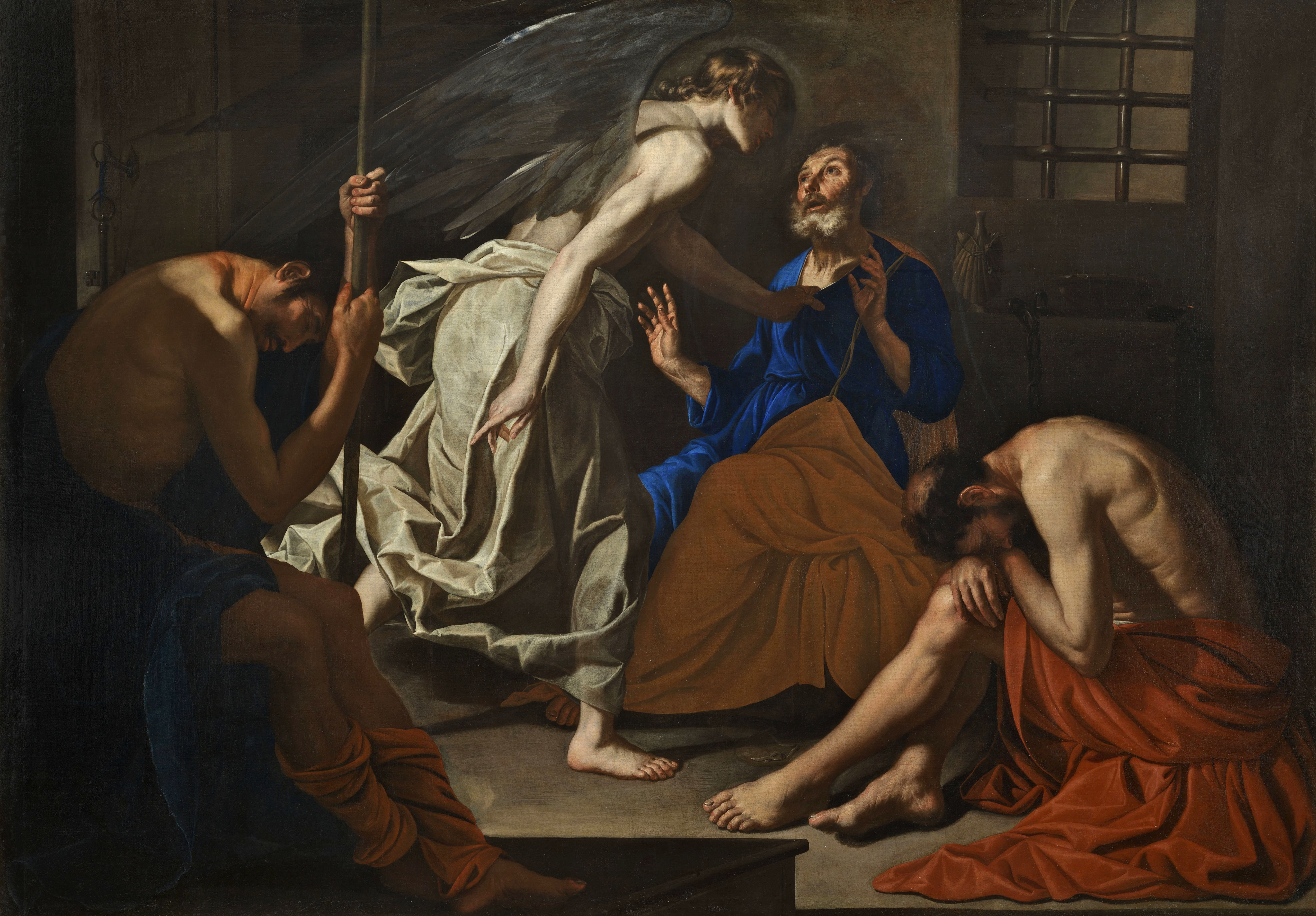
Antonio de Bellis, La Liberación de San Pedro.

### Versículo 7
Y he aquí, un ángel del Señor estaba junto a él, y una luz brillaba en la cárcel; y golpeó a Pedro en el costado y lo levantó, diciendo: «¡Levántate pronto!» Y se le cayeron las cadenas de las manos.
Se hace referencia a este Versículo en el himno de Charles Wesley And Can It Be (Y puede ser).

## Recibimiento de Pedro por la Iglesia (12:12-17)
La recepción de Pedro por la iglesia en este relato tiene un elemento de humor que lejos de esperar que sus oraciones sean contestadas, los creyentes están completamente desconcertados cuando Pedro llama a la puerta que la criada Rhoda (otro personaje menor señalado por Lucas) corre de nuevo a la casa en lugar de abrir rápidamente la puerta, por lo que a pesar de su escape sobrenatural, cuando las puertas de la prisión se abrió para él, las puertas de la casa 'permanecen obstinadamente cerradas' para Pedro. 

### Versículo 12
En esto pensaba, y llegó a casa de María, la madre de Juan, que se llamaba Marcos, donde había muchos reunidos orando
- «Pensando en eso»: se traduce del griego συνιδών, synidōn, «habiendo considerado [eso]»,[13] «después de [haberlo] percibido [ello]» o «después de [haberlo] sopesado [ello]» (Vulgata: considerans).[5]

### Versículo 17
Pero haciéndoles señas con la mano para que guardasen silencio, les contó cómo el Señor le había sacado de la cárcel. Y dijo: «Id, decid estas cosas a Santiago y a los hermanos». Y saliendo, se fue a otro lugar. 
- «Haciendo señas... con “”su“” mano» (RV: «Haciendo señas... con la mano»): traduce la frase griega Κατασείειν τῇ χειρί, kataseisas tē cheiri,[15] «hacer un movimiento tembloroso con la mano» (cf. Hechos 13:16, Hechos 19:33, Hechos 21:40), para indicar 'un deseo de presentar algo', buscando 'el silencio y la atención de los presentes'.[5]

## Reacción de Herodes (12:18-19)
El relato vuelve a centrarse brevemente en la prisión, donde Herodes, «representado como un típico tirano perseguidor», descarga su frustración contra los guardias. En el Versículo 19 ordena que sean «conducidos» (ἀπαχθῆναι, apachthēnai), implícitamente a la muerte. Hay una ironía en la situación, ya que «ni los soldados ni Herodes comparten el conocimiento privilegiado de los lectores sobre el secreto» y el paradero de Pedro. Sin culpa propia, se ganan el castigo previsto para sus prisioneros fugados.

## Comentarios a los versículos 1-19
El Herodes mencionado en Hechos 12:1 es Herodes Agripa I, el tercer monarca con este nombre en el Nuevo Testamento. Era nieto de Herodes el Grande, responsable de la construcción del nuevo Templo de Jerusalén y de la matanza de los inocentes, e hijo de Aristóbulo, lo que lo hacía sobrino de Herodes Antipas, tetrarca de Galilea durante la crucifixión de Jesús. Agripa I fue muy favorecido por el emperador Calígula, quien le concedió el título de rey y le otorgó más territorios. Agripa era conocido por su habilidad política, oportunismo e intriga, buscando siempre consolidar su poder.
El martirio de Santiago el Mayor, uno de los Doce Apóstoles, ocurrió bajo su gobierno, alrededor del año 42 o 43, siendo el primer apóstol en morir como mártir, y el único cuya muerte se menciona en el Nuevo Testamento. El relato de Hechos también describe la encarcelación de Pedro y la respuesta de la Iglesia, que, ante la persecución, se dedicó fervorosamente a la oración.

Observad los sentimientos de los fieles hacia sus pastores. No recurren a disturbios ni a rebeldía, sino a la oración, que es el remedio invencible. No dicen: “Hombres insignificantes como somos, es inútil que oremos por él”. Rezaban por amor y no pensaban nada semejante. ¿Veis lo que hacían los perseguidores sin pretenderlo? Hacían a unos más firmes en las pruebas y a otros más celosos y amantes.

La narración de la liberación milagrosa de Pedro mediante la intervención de un ángel resalta la providencia divina hacia sus fieles. Al igual que en una ocasión anterior, cuando Pedro fue liberado de prisión por un ángel, este acto subraya la constante protección de Dios. Este tipo de intervención angelical refleja la enseñanza de la Iglesia sobre la misión de los ángeles, quienes son enviados por Dios para proteger y asistir a los creyentes en su camino de fe. Los ángeles, como seres espirituales, juegan un papel importante en la salvación y el cuidado de los fieles, demostrando la cercanía de Dios en momentos de necesidad.

Desde la infancia a la muerte, la vida humana está rodeada de su custodia y de su intercesión. “Cada fiel tiene a su lado un ángel como protector y pastor para conducirlo a la vida. 

El relato no enseña solamente esta protección, sino también la persuasión de los primeros cristianos de su actividad:

Bebe en la fuente clara de los Hechos de los Apóstoles: En el capítulo XII, Pedro, por ministerio de Ángeles libre de la cárcel, se encamina a casa de la madre de Marcos. —No quieren creer a la criadita, que afirma que está Pedro a la puerta. Angelus eius est! —¡será su Ángel!, decían. —Mira con qué confianza trataban a sus Custodios los primeros cristianos. —¿Y tú?.

## Muerte de Herodes
La sensacional muerte de Herodes (Versículos 20-23) está bien documentada en Josefo'Antigüedades de los Judíos (19.343-50), y aunque es independiente del relato de Lucas, ambos informan de que «murió de una muerte horrible como castigo por haber sido aclamado como divino».

### Versículo 20
Herodes estaba muy enojado con los habitantes de Tiro y de Sidón; pero ellos acudieron a él de común acuerdo, y habiendo hecho amigo suyo a Blasto, el ayudante personal del rey, le pidieron la paz, porque su país era abastecido de alimentos por el país del rey": 
Lucas proporciona un escenario político para su relato de la muerte de Herodes, que, aunque no está presente en el relato de Josefo, «no es inverosímil». Meyer señala que θυμομαχῶν (thymomachōn, «furiosamente enojado») puede denotar tanto guerra como algún otro tipo de enemistad. Sugiere que «una guerra real» entre Herodes y las ciudades confederadas romanas de Tiro y Sidón era «muy improbable», leyendo su deseo de paz como un deseo de «la “”preservación“” de la paz».

### Versículo 23
Entonces inmediatamente un ángel del Señor lo hirió, porque no daba gloria a Dios. Y fue devorado por los gusanos y murió.
- «Él» y «él» se refieren a Herodes Agripa I
- «Murió» o «exhaló el último suspiro».[25]

### Comentarios a los versículos 20-23
Es probable que la muerte de Herodes Agripa I ocurriese en Cesarea de Filipo, el año 44, durante los juegos en honor de Claudio. La breve descripción de San Lucas coincide con la de Flavio Josefo, que ofrece más detalles:

Cuando el rey, al amanecer del segundo día, se dirigió al teatro —escribe el historiador judío—, y los rayos del sol dieron en su vestido de plata e hicieron brillar su figura con espléndido fulgor, los aduladores le aclamaron, le llamaron dios y dijeron: “Sénos propicio. Aunque hasta ahora te hemos considerado como hombre, en adelante queremos venerar en ti algo superior a una naturaleza mortal”. El rey aceptó en silencio esta adulación blasfema. Pero acto seguido sus entrañas fueron despedazadas por terribles dolores y murió al cabo de cinco días.

Igual ocurrió con Antíoco IV Epífanes, otro enemigo y perseguidor de los cristianos a quien «el Señor que lo ve todo, el Dios de Israel, le golpeó con una herida incurable» 

## Resumen y transición (12:24-25)
Esta parte contrasta la muerte del perseguidor con el crecimiento exitoso de la palabra de Dios (versículo 24) con la expansión de la iglesia (cf. 9:31) por el poder de Dios. Versículo 25 proporciona un enlace narrativo de la misión de socorro completada por los personajes principales a partir de este punto cuando regresan a Antioquía.

### Versículo 25
Y Bernabé y Saulo volvieron de Jerusalén cuando hubieron cumplido su ministerio, y también se llevaron consigo a Juan, llamado Marcos.
- «De Jerusalén»: algunos manuscritos[30] leen 'a' Jerusalén, vinculándolo con 'misión' más que con 'regresó', por lo que este 'regresó (es decir. e. a Antioquía) habiendo completado su servicio (diakonia) a Jerusalén'.[28]

### Comentarios
Juan Marcos era primo de Bernabé. Anteriormente se relata como en casa de su madre se reunía la iglesia para la oración. Varias tradiciones eclesiásticas dicen que es la misma casa del Cenáculo. Marcos fue compañero de Bernabé y Pablo en el primer viaje apostólico hasta el momento de pasar a la región de Asia. A pesar de que Pablo no quiso llevarle en el segundo viaje, aparece más tarde entre sus colaboradores más fieles. Se le ve también como discípulo y ayudante de San Pedro. La Tradición de la Iglesia le atribuye la redacción del segundo evangelio.